# Madonna mit Kind (Uzeste)

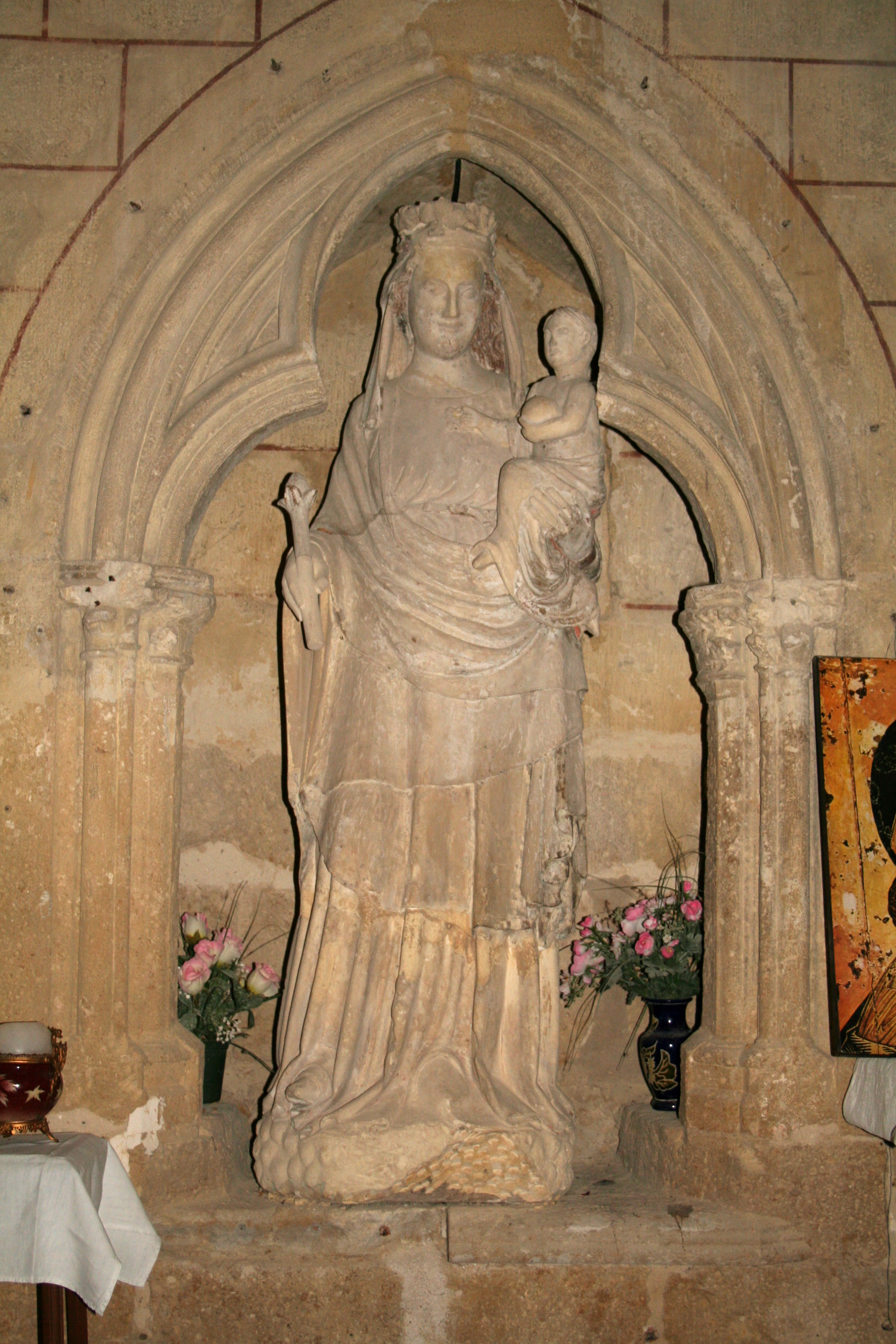
Madonna mit Kind in Uzeste

Die Skulptur Madonna mit Kind in der Kirche Notre-Dame in Uzeste, einer französischen Gemeinde im Département Gironde der Region Nouvelle-Aquitaine, wurde im 14. Jahrhundert geschaffen. Im Jahr 1903 wurde die gotische Skulptur als Monument historique in die Liste der denkmalgeschützten Objekte (Base Palissy) in Frankreich aufgenommen.
Die Skulptur aus Keramik ist mit Sockel 1,50 Meter hoch. Maria mit Krone auf dem Haupt trägt das Jesuskind auf dem linken Arm, in der rechten Hand hält sie ein Zepter. Das Kind hält die Weltkugel umschlungen.